# Прополка
Пропо́лка (также полка) — агротехнический метод (приём) защиты растений, удаление сорняков с полей и из лесопосадок. В отсутствие прополки или при её запаздывании урожай резко снижается.

## Описание
Выделяют механическую, химическую и ручную прополку. При механической прополке для удаления сорных растений (путём подрезки их корневой системы и повреждения самих растений) используются культиваторы (т. н. культивация), бороны (боронование) и другие средства механизации. При химической прополке для уничтожения сорняков используются гербициды.
Ручная прополка используется на семеноводческих участках, так как позволяет удалять также культурные растения неправильных видов (т. н. видовая прополка) или сортов (сортовая прополка). Ручная прополка также производится на небольших площадях (например, при потребительском земледелии).
Во избежание угнетения культурных растений, прополка обычно проводится на ранних стадиях развития сорняков.

## История
Прополкой люди занимались издавна, уже согрешившим Адаму и Еве были обещаны сорняки — тернии и чертополох (Быт. 3:18). Изначально человечество занималось земледелием на заливных землях, где распространение сорняков было ограничено, и необходимость в ручной прополке была маловероятной. Хотя инструмент, напоминающий мотыгу, встречается уже в рисунках, сделанных в Египте и Месопотамии за 6000 лет до н. э., вряд ли он использовался для прополки. Даже упоминания сорняков в Новом Завете (Мф. 13:6, Мф. 13:24) не содержат указаний на успешную прополку.
Ф. И. Тиммонс считает, что в Европе прополка была редкой даже в раннем Риме; письменное упоминание римского автора о прополке относится к I веку н. э., массовое применение относится к Средневековью. В литературе Китая и Индии прополка, по-видимому, упоминается раньше. В древнекитайской песне «Урожай» (кит. трад. 載芟) из «Книги песен» (I тысячелетие до н. э.) есть такие строки:

Тысячи пар на прополку явилися вдруг;

С пашен траву вырывают, с обочин вокруг.
Оригинальный текст (кит.)千耦其耘，徂隰徂畛。

В Европе сорняки воспринимались как проклятие, с которым можно бороться вручную, но в целом следует просто терпеть. Ситуация стала меняться с изобретением «конной мотыги» (1722 год, Дж. Талл) и культиватора (1848 год). Тракторы, вначале паровые, получили распространение к 1880-м года. Обрызгиватели, изобретённые в середине XIX века, стали использоваться для прополки лишь в начале XX века (гербициды появились раньше).